# Кейн, Кристиан
Кри́стиан Кейн (англ. Christian Kane; род. 27 июня 1972, Даллас) — американский актёр и певец. Известен по ролям в таких телесериалах, как «Воздействие», «Ангел» и по фильмам «Молодожёны» и «Подержанные львы».

## Ранние годы
Кейн родился в Далласе, Техас. Его настоящее имя Кристофер Майкл Шорт. Среди его предков — индейцы чероки, его двоюродным братом является кантри-певец Бранден Харт. Родители Кейна участвовали в родео. Когда Кристиан был в 8 классе, семья переехала в Норман, Оклахома. В Техасе и Оклахоме Кейн состоял в команде по американскому футболу. Кристиан поступил на факультет истории искусств, но решил, что хочет быть актёром и отправился в Лос-Анджелес. В Лос-Анджелесе Кейн работал рассыльным в агентстве по поиску талантов.

## Карьера

### Актёрская карьера
Свою первую роль Кейн получил в 1997 году в телесериале «Слава Лос-Анджелеса», в котором сыграл роль кантри-певца из Канзаса. В 1999 году он получил роль адвоката Линдси Макдональда в сериале Джосса Уидона «Ангел» и Джека Чейза в телесериале «Рядом с домом». Позже он сыграл в фильмах «Молодожёны» и «Стрелянные львы». Также Кейн появился в эпизодах фильмов «Нью-йоркское такси», «Жизнь или что-то вроде того» и «Ночь пятницы». В 2007 году снялся в клипе Кэрри Андервуд на песню «So Small». В 2009 году Кристиан Кейн появился в психологическом триллере «Укрытие», а в 2010 году в романтической драме «Со школьных лет». В 2008—2012 годах Кристиан играл одну из главных ролей в телесериале «Воздействие». Также он снимался в нескольких малобюджетных фильмах, таких, как инди-фильм «Тинкер» и семейный фильм про скачки «Пятьдесят к одному». С 2014 по 2018 годы снимался в фантастическом сериала «Библиотекари». С 2020 года исполняет одну из главных ролей в телесериале «Почти что рай». С 2021 года исполняет одну из главных ролей в проекте «Грабь награбленное: Искупление». В сериал «Библиотекари: следующая глава» он был приглашён в качестве гостя.

### Музыкальная карьера
В 1998 году Кристиан Кейн и Стив Карлсон организовали рок-группу Kane. Группа гастролировала в США, Великобритании и Германии. Первый альбом группы под названием Kane вышел в 2000 году, а второй — Live in London — в 2004 году. В состав группы входили Кристиан Кейн (фронтмен, гитара), Стив Карлсон (ритм-гитара, бэк-вокал), Джейсон Саутард (соло-гитара), Уилл Эменд (бас-гитара) и Райан Бейкер (барабаны). В 2010 году они выпустили третий альбом, The House Rules, занявший в Billboard 54 место. После распада группы Стив Карлсон продолжил сольную карьеру. Кристиан не написал новых песен, но постоянно исполняет старые на различных мероприятиях.

## Фильмография
| Год          |     | Русское название                            | Оригинальное название                           | Роль                     |
| ------------ | --- | ------------------------------------------- | ----------------------------------------------- | ------------------------ |
| 1997—1998    | с   | Слава Лос-Анджелеса                         | Fame L.A.                                       | Райан «Флайбой» Леггетт  |
| 1999         | ф   | Эд из телевизора                            | EDtv                                            | Пи Эй                    |
| 1999         | с   | Команда спасения 77                         | Rescue 77                                       | Уик Лобо                 |
| 1999—2004    | с   | Ангел                                       | Angel                                           | Линдси Макдональд        |
| 2000         | ф   | Клуб разбитых сердец: Романтическая комедия | The Broken Hearts Club: A Romantic Comedy       | парень из Айдахо         |
| 2000         | тф  | Песня любви                                 | Love Song                                       | Билли Райан Галло        |
| 2001         | с   | Бухта Доусона                               | Dawson’s Creek                                  | Ник Тейлор               |
| 2001         | тф  | Под перекрёстным огнём                      | Crossfire Trail                                 | Джей Ти Лэнгстон         |
| 2001         | ф   | Летние игры                                 | Summer Catch                                    | Дейл Робин               |
| 2002         | ф   | Жизнь, или Что-то вроде того                | Life or Something Like It                       | Кэл Купер                |
| 2003         | тф  | Афера века                                  | The Crooked E: The Unshredded Truth About Enron | Брайан Крувер            |
| 2003         | ф   | Молодожёны                                  | Just Married                                    | Питер Прентисс           |
| 2003         | ф   | Подержанные львы                            | Secondhand Lions                                | молодой Хаб              |
| 2004         | кор | Заварушка в Клоунане                        | The Plight of Clownana                          | Кристиан                 |
| 2004         | с   | Лас-Вегас                                   | Las Vegas                                       | Боб                      |
| 2004         | ф   | Нью-йоркское такси                          | Taxi                                            | агент Маллинс            |
| 2004         | ф   | В лучах славы                               | Friday Night Lights                             | Брайан                   |
| 2005         | ф   | Лёгкое увлечение                            | Her Minor Thing                                 | Пол                      |
| 2005         | с   | На запад                                    | Las Vegas                                       | Эйб Уилер / Высокий Волк |
| 2005         | ф   | Держи дистанцию                             | Keep Your Distance                              | Шон Войт                 |
| 2005—2006    | с   | Рядом с домом                               | Close to Home                                   | Джек Чейз                |
| 2006         | ки  | —                                           | 24: The Game                                    | Мэдсен                   |
| 2007         | ф   | Четыре простыни по ветру                    | Four Sheets to the Wind                         | Дэвид                    |
| 2008         | ф   | Укрытие                                     | Hide                                            | Билли                    |
| 2008         | кор | —                                           | The Christmas Conspiracy                        | Даг Дэвидсон             |
| 2008—2012    | с   | Воздействие                                 | Leverage                                        | Элиот Спенсер            |
| 2009         | ф   | Голод                                       | Hunger                                          | Чарльз Стэнтон           |
| 2009         | ф   | Со школьных лет                             | Not Since You                                   | Райан Робертс            |
| 2011         | ф   | Подходящий день, чтобы сделать это          | Good Day for It                                 | Дейл Эктон               |
| 2011         | ф   | Универсальное подразделение                 | Universal Squadrons                             | миротворец               |
| 2013         | кор | —                                           | Ivanov Red, White, and Blue                     | Джефф Иванов             |
| 2013         | с   | Кинг и Максвелл                             | King & Maxwell                                  | Джей Ти Максвелл         |
| 2014         | ф   | Пятьдесят к одному                          | 50 to 1                                         | Марк Аллен               |
| 2014         | ф   | —                                           | All Stars                                       | Джим Холл                |
| 2014—2018    | с   | Библиотекари                                | The Librarians                                  | Джейк Стоун              |
| 2016         | тф  | Посланные небесами                          | Heaven Sent                                     | Билли                    |
| 2017         | ф   | Ужас Хэллоуина                              | The Terror of Hallow’s Eve                      | Бобби                    |
| 2018         | ф   | Рождество в Хартленде                       | Christmas in the Heartland                      | Джефф Джентри            |
| 2018         | ф   | —                                           | Junkie                                          | шериф Корбин             |
| 2018         | с   | Спецназ города ангелов                      | S.W.A.T.                                        | мистер Икс               |
| 2018         | ф   | —                                           | Tinker’                                         | Бодро                    |
| 2019         | с   | Сверхъестественное                          | Supernatural                                    | Лео Уэбб                 |
| 2020 — н. в. | с   | Почти что рай                               | Almost Paradise                                 | Алекс Уокер              |
| 2021 — н. в. | с   | Грабь награбленное: Искупление              | Leverage: Redemption                            | Элиот Спенсер            |
|              | с   | Библиотекари: Следующая глава               | The Librarians: The Next Chapter                |                          |